# Radio Eska Kraków
Radio Eska Kraków – krakowska rozgłośnia skierowana głównie do młodzieży. Stację można słuchać w Krakowie na częstotliwości 97,7 FM.
Adres rozgłośni:

Radio Eska Kraków 97,7 FM

ul. Wiślna 12, III piętro

31-007 Kraków

Radio Eska Kraków nadaje 24 godziny na dobę, 7 dni w tygodniu muzykę przeznaczoną głównie dla grona słuchaczy w wieku 14-45 lat.
Co godzinę na antenie pojawia się serwis informacyjny "ESKA NEWS", zawierający informacje z Polski, świata oraz "ESKA Kraków News" z informacjami lokalnymi z Krakowa.
Stacja nadaje również program przeznaczony dla kierowców i zmotoryzowanych, czyli informacje drogowe.

## Słuchalność
Według badania Radio Track (wykonane przez Millward Brown SMG/KRC) udział Radia Eska Kraków pod względem słuchania w okresie październik-marzec 2021/2022 w grupie wiekowej 15-75 lat wyniósł 4,1 proc., co dało tej stacji 7. pozycję w rankingu rynku radiowego w Krakowie.

## Audycje
- Obudź się na Jankesa: 6:00 – 9:00 (Krzysztof "Jankes" Jankowski i Kamila "Kama" Ryciak)
- Hity na czasie: 9:00 – 15:00 (Michał "Michu" Sobkowski i Kasia Węsierska)
- Wrzuć na luz: 15:00 – 18:00 (Paweł Karpiński, Jan Pirowski)
- ImprESKA: 18:00 – 21:00 (Poniedziałek - Czwartek oraz Sobota - Niedziela) (Michał Hanczak)
- Hity Zawsze Na Czasie: 18:00 – 20:00 (niedziela) (Rafał Adamczak)
- imprESKA In The Mix: 18:00 – 22:00 (Piątek) (Brak prowadzącego)
- Rap 20: 23:00-00:00 (Poniedziałek) (Mati Fuczyło)
- Gorąca 20: 18:00-20:00 (Piątek) (Michał Sobkowski)
- ESKA NEWS: Od poniedziałku do piątku o pełnej godzinie od 6-18